# Ro’im Rachok
Ro’im Rachok (hebr. ‏רואים רחוק‎, Patrząc w przyszłość) – projekt Sił Obronnych Izraela angażujący żołnierzy w spektrum autyzmu w działania z pogranicza wojny informacyjnej, białego wywiadu (OSINT) czy analizy danych wojskowych. W 2016 roku w programie uczestniczyło około 50 osób.
Został on stworzony w 2013 roku przez dwóch weteranów Mosadu, którzy zdali sobie sprawę, że niektóre osoby ze spektrum autyzmu mogą posiadać niezwykłe predyspozycje do analizy zdjęć z rozpoznania powietrznego i wychwytywania najdrobniejszych szczegółów.
Oprócz korzyści militarnych program ma także korzyści społeczne - służba wojskowa jest w Izraelu obowiązkowa dla prawie wszystkich obywateli, ale nastolatki ze spektrum autyzmu (i niektóre osoby niepełnosprawne) są z niej zwolnione. Stanowi to jednak przeszkodę w rozwoju ich życia, ponieważ służba wojskowa jest dla młodych mężczyzn ważnym momentem pozwalającym na integracje ze społeczeństwem i budowanie sieci przydatnych w życiu codziennym znajomości. Podczas służby, członkowie tego projektu są objęci opieką psychologa i psychoterapeuty.